# Серрінья (мікрорегіон)
Серрінья (порт. Microrregião de Serrinha) — мікрорегіон в Бразилії, входить в штат Баїя. Складова частина мезорегіону Північний схід штату Баїя. Населення становить 378 456 чоловік на 2005 рік. Займає площу 10 598.380 км². Густота населення — 35,7 чол./км².

## Склад мікрорегіону
До складу мікрорегіону включені наступні муніципалітети:
1. Арасі
2. Баррокас
3. Бірітінга
4. Кандеал
5. Капела-ду-Алту-Алегрі
6. Консейсан-ду-Койте
7. Гавіан
8. Ішу
9. Ламаран
10. Нова-Фатіма
11. Пе-ді-Серра
12. Ретіроландія
13. Ріашан-ду-Жакуїпі
14. Санталус
15. Серрінья
16. Сан-Домінгус
17. Теофіландія
18. Валенті

| Бразилія | Це незавершена стаття з географії Бразилії. Ви можете допомогти проєкту, виправивши або дописавши її. |